# Парк Люмпини
Парк Люмпини (тайск. สวนลุมพินี) — парк в Бангкоке, Таиланд. Указом короля Рамы VI на территории, принадлежащей лично королю, был разбит парк площадью 57 гектаров. Парк был основан в двадцатые годы 20 столетия, тогда это была окраина Бангкока. Сейчас же из-за непрекращающегося роста тайского мегаполиса парк оказался в одном из популярнейших деловых и торговых кварталов Бангкока. Популярное место для отдыха, прогулок и занятия спортом.
Своё название парк получил по названию места в Непале, где родился Будда.

## Описание
Площадь парка составляет более 57 гектаров.
На входе в парк у центральных ворот расположена статуя короля Рамы VI.
На территории располагаются два озера, спортивные площадки для игры в теннис, занятий финтесом, беговые и вело дорожки, многочисленные зоны со снарядами и тренажерами для занятий спортом, детские площадки, первая публичная библиотека и сад — коллекция пальм.
В пальмовом саду с февраля по март проводят музыкальные вечера, на которых играет симфонический оркестр, а вокруг организуются площадки для вальса.
Люмпини знаменит своими варанами и черепахами, обитающими в озерах и каналах парка.

## Информация для посещения
Расположен на пересечении улиц Рама 4 и Силом, вблизи Dusit Hotel.
Находится рядом со станциями подземного метро MRT Silom и Limphini, или рядом со станциями скайтрейна BTS Sala Daeng и Ratchadamri. Но добраться можно и на городских автобусах, в том числе и от Каосан Роад (№ 47, 15). Хотя в последнем случае можно застрять в пробках.
Вход бесплатный, время работы с 4:30 до 21:00, охраняется полицейскими. Кататься на велосипедах можно с 9 до 3 дня. В парке запрещено мусорить, курить, распивать спиртные напитки, выгуливать собак.